# Banpaal

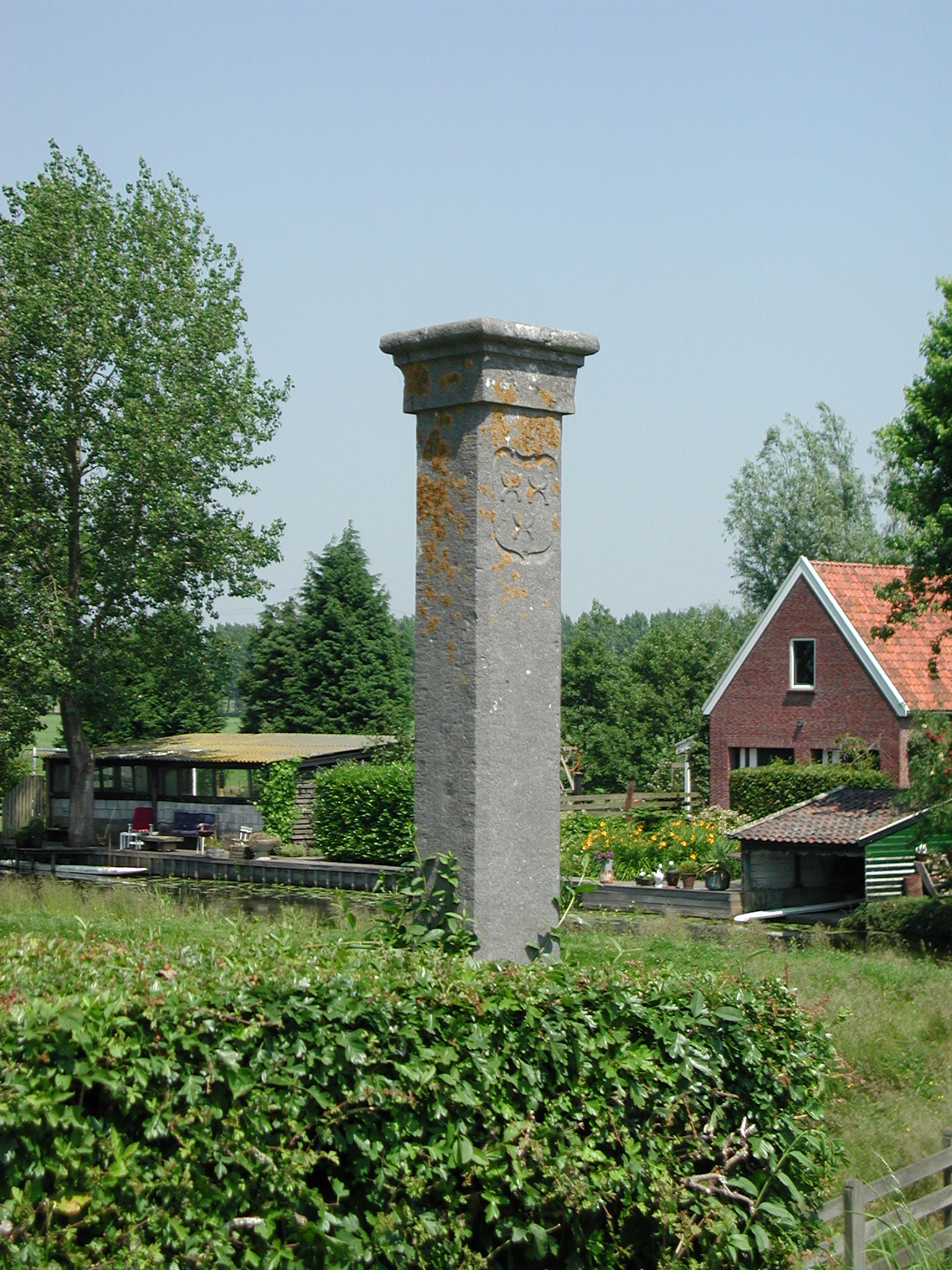
Goudse banpaal bij Hekendorp.

Een banpaal is een (meestal) stenen paal die de grens van de banne (het rechtsgebied) aangeeft van een stad. Banpalen markeren daarmee tevens de stadsgrenzen.
De jurisdictie (het gebied waarop de rechtspraak van toepassing was) van de stad hield bij de banpaal op.

## Verbanning
'Bannen' betekent 'verdrijven' of 'uitwijzen'. Verbannen personen mochten niet meer in het bangebied (rechtsgebied) van de betreffende stad komen. Zij werden banneling of balling genoemd. Deze personen leefden voortaan in ballingschap. Zij waren 'in de ban gedaan' door het uitspreken van de 'banvloek': een vonnis tot 'uitbanning', ofwel 'excommunicatie'. Zij mochten zich niet meer binnen het door banpalen gemarkeerd gebied ophouden. Banpalen stonden bij of in de buurt van de grens van het bangebied.
Verbanning is dus een vorm van straf, bedoeld om geen last meer van iemand te hebben. Als hij zich desondanks toch binnen de banpalen begeeft van het gebied waaruit hij is verbannen, is hij strafbaar en kan bijvoorbeeld een gevangenisstraf of zelfs de doodstraf krijgen.
Een gerelateerd begrip is Persona non grata: zo'n persoon is uit de 'gratie'. In tegenstelling tot verbanning kan het zijn dat een dergelijk persoon nog nooit binnen de bangrenzen geweest is. Het komt voor dat zo'n persoon na een aantal jaren weer 'in de gratie' komt, en weer welkom is in het betreffende rechtsgebied.

## Vindplaatsen van banpalen
Door samenvoeging van gemeenten zijn banpalen vaak verdwenen of zijn binnen de stadsgrenzen komen te liggen.
Oude banpalen zijn onder andere nog te vinden aan de randen van (het vroegere bangebied van) Amsterdam (dorp Sloten en Geuzenbos), Amstelveen: aan de westzijde van de Amstel in de berm van de Amsteldijk Noord (tussen de huisnummers 65 en 67), en ook langs de Amsterdamseweg in Amstelveen. Voorts in Gouda (Hekendorp) en Alkmaar (weg naar Bergen). In het Noord-Hollandse dorp Schardam staat nog een Hoornse banpaal uit 1761. Hierop is het wapen (een rode eenhoorn met schild met daarop een hoorn) te zien; de hoorn van de eenhoorn wijst naar de stad. Een tweede banpaal van de stad Hoorn staat aan de Walingsdijk tussen Avenhorn en Ursem.

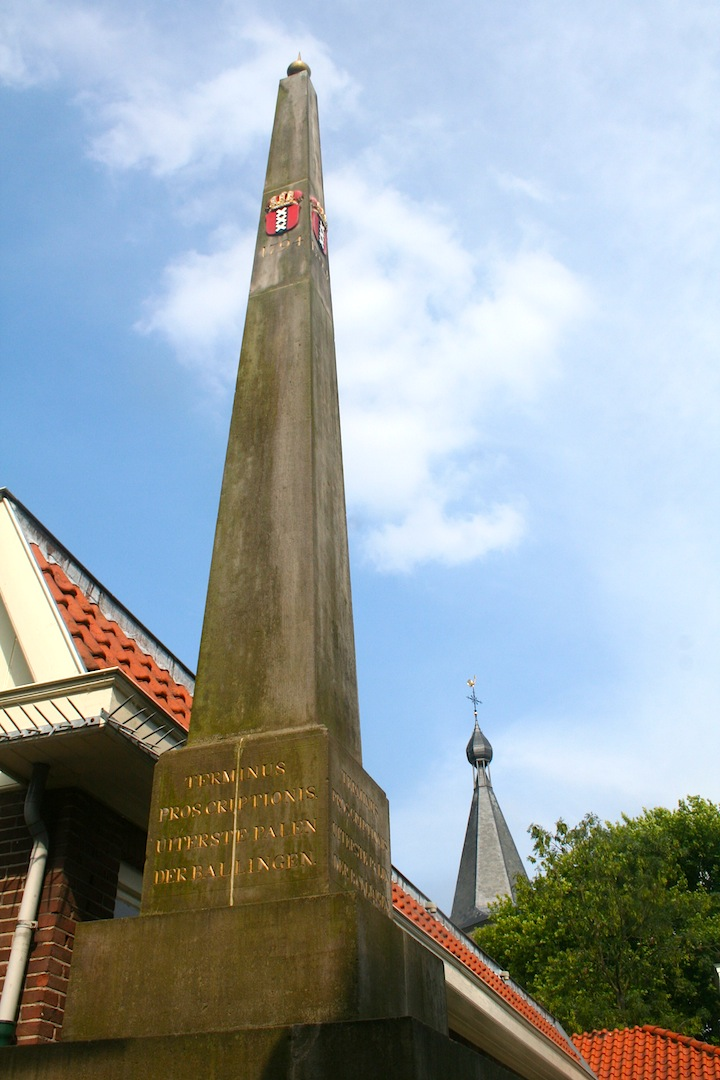
Banpaal in het dorp Sloten met daarop het wapen van Amsterdam en het jaartal 1794; op de achtergrond is de toren van de Sint-Pancratiuskerk
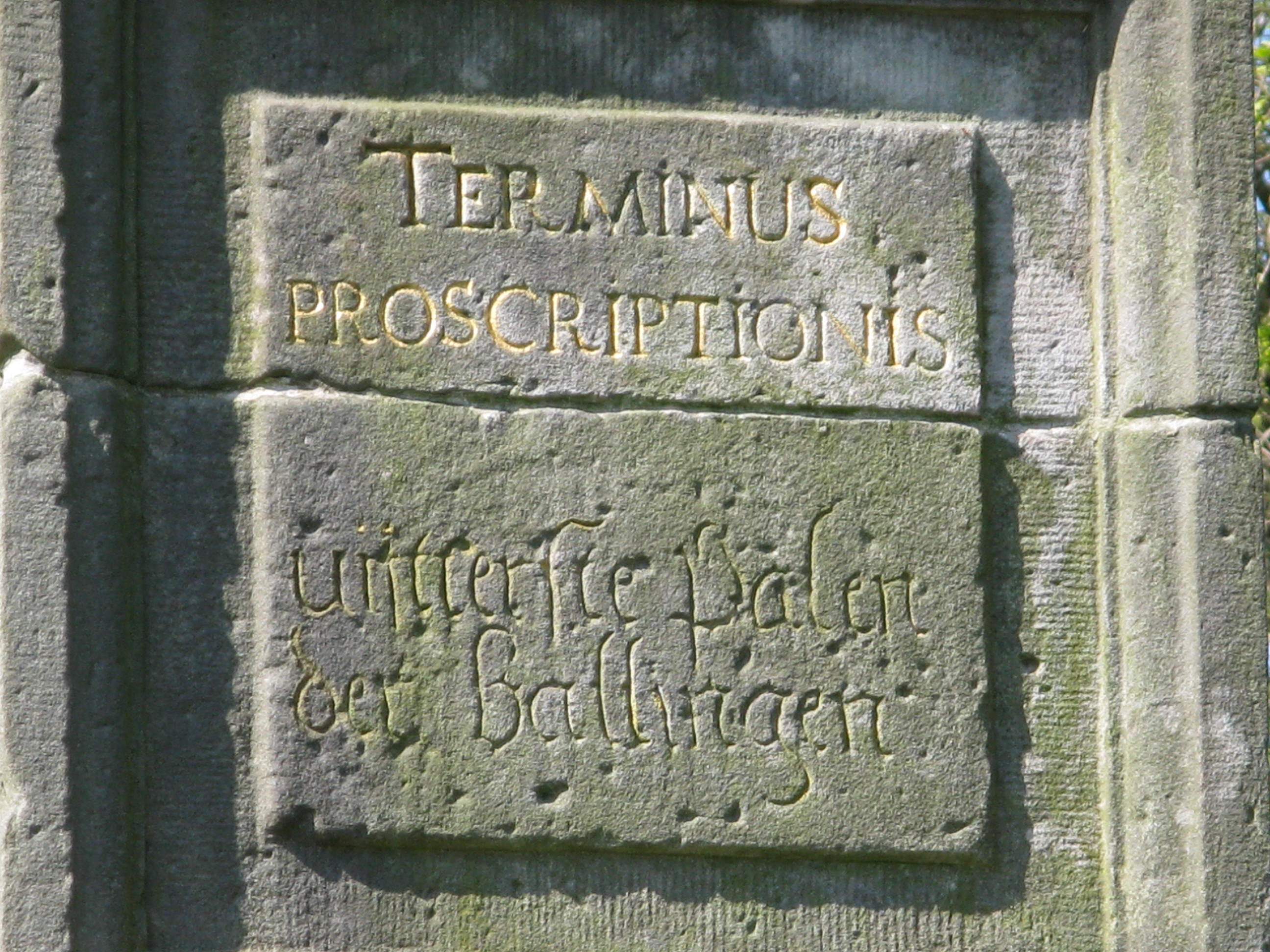
Inscriptie op banpaal bij Amsterdam: "Terminus Proscriptiones. Uijtterste palen der ballingen"
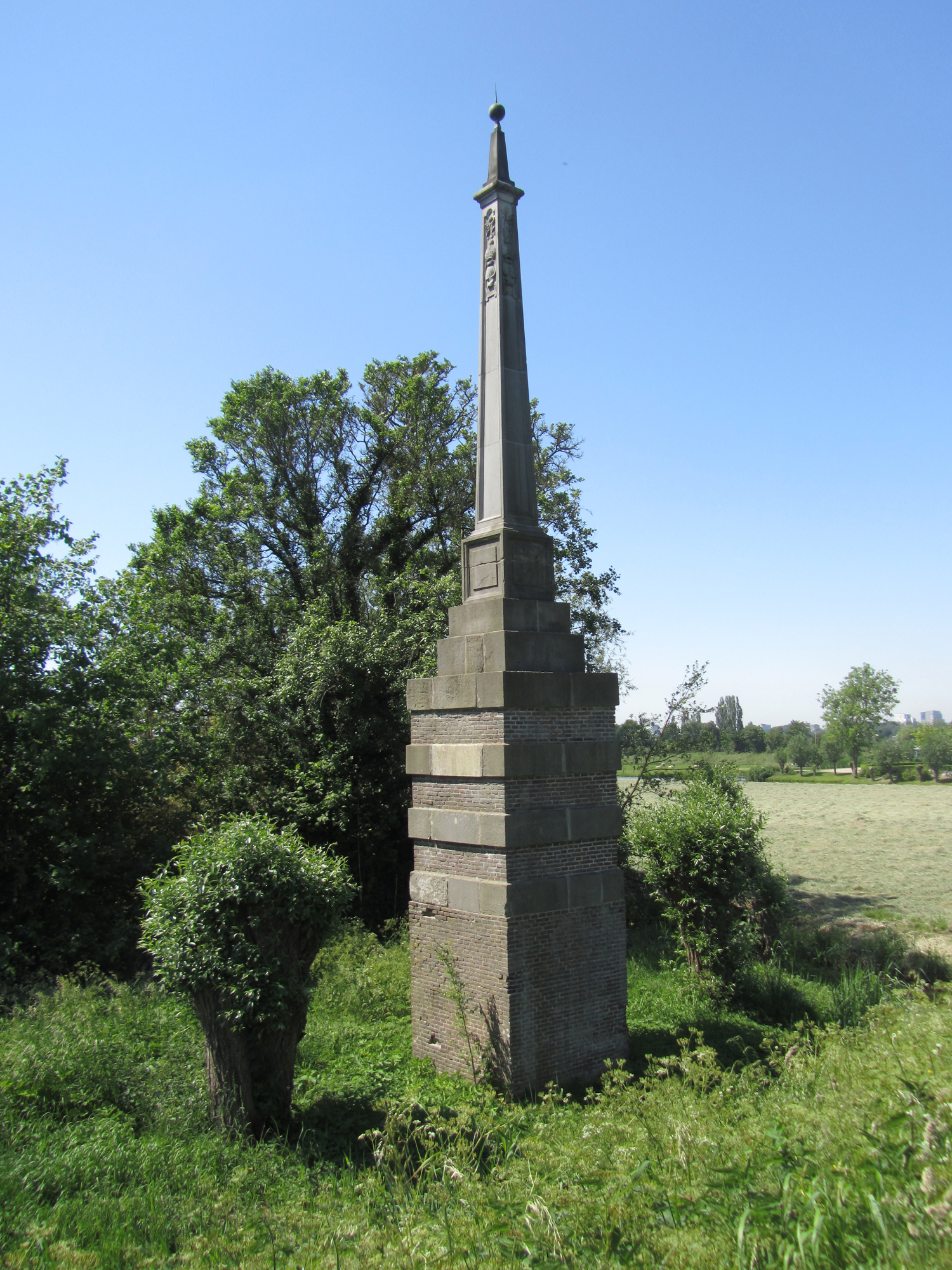
Banpaal langs de rivier de Amstel in Amstelveen
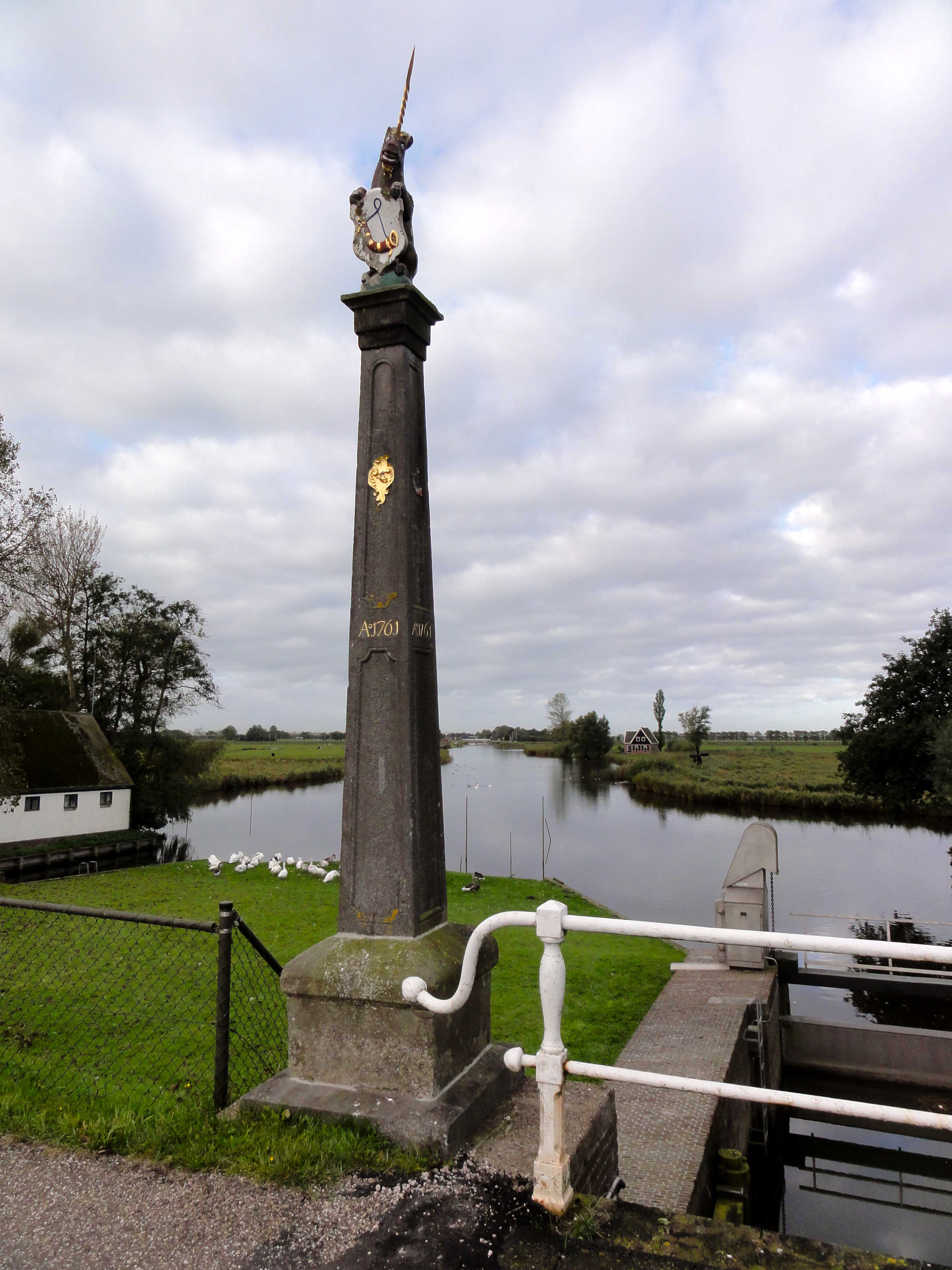
Banpaal met Eenhoorn uit 1761 in Schardam
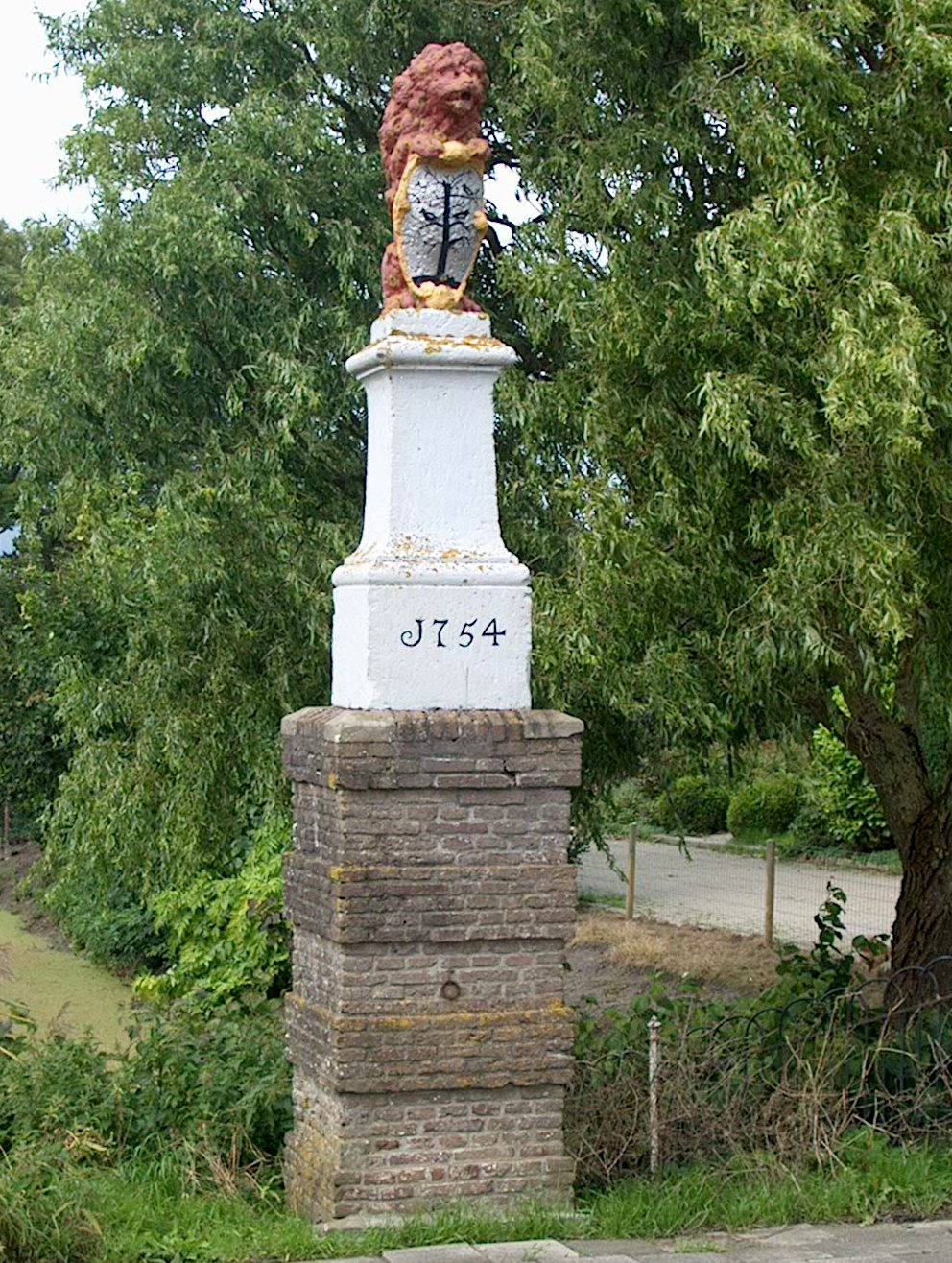
Banpaal in Westwoud
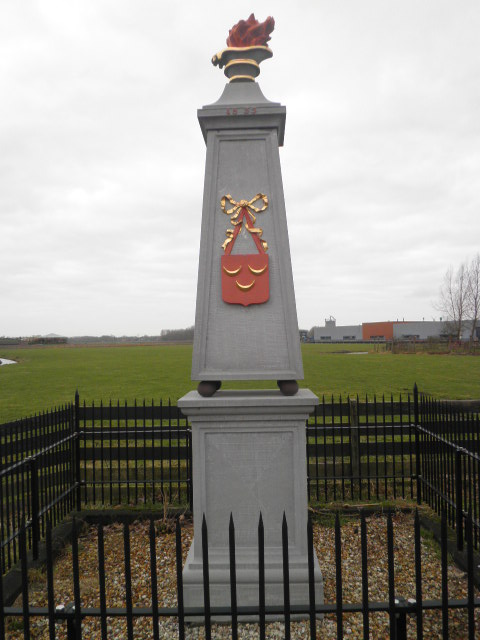
Grenspaal tussen Obdam en Hensbroek